# Soumaya Naamane Guessous
Soumaya Naamane-Guessous (1955) es una socióloga y activista feminista marroquí . Es conocida por su libro sobre la sexualidad de las mujeres marroquíes titulado Más allá de todo pudor: la sexualidad femenina en Marruecos publicado en 1988.

## Biografía
Realizó su tesis en la Universidad de París-VIII y enseña en la Facultad de Letras y Ciencias Humanas de Ben M'Sik de la Universidad Hassan II de Casablanca. Sus temas de investigación se refieren a los derechos de las mujeres, los derechos de familia, la sexualidad femenina y la condición social de las madres solteras,   En 1988 publicó su libro más conocido, Más allá de todo pudor: la sexualidad femenina en Marruecos , una adaptación de su tesis doctoral sobre la sexualidad de las mujeres marroquíes, que pronto fue un éxito de ventas en Marruecos.
En 2001, lanzó una campaña para que una mujer marroquí pudiera transmitir la nacionalidad a los hijos de un matrimonio mixto denunciando en los medios de comunicación los problemas causados por esta situación. El 8 de marzo de 2007 se modificó el código de nacionalidad marroquí en este sentido. Escribe regularmente editoriales y ensayos en revistas femeninas como  femmes du Maroc, Ousra, Citadine, Famille Actuelle y más recientemente illi. Sus editoriales también se publican en la revista española M'Sur.

## Distinciones
- 1996   : Medalla al Mérito Cultural, por el Instituto Luso-Árabe de Cooperación,
- 2005   : nombrada caballero de la Orden Nacional de la Legión de Honor por el embajador de Francia en Marruecos[10]
- 2009   : nombrada comandante de la orden de Ouissam alaouite[11]

## Publicaciones
- Au-delà de toute pudeur : la sexualité féminine au Maroc, Casablanca: Eddif, 10th edition., 1997
- Printemps et automne sexuels : puberté, ménopause, andropause au Maroc, 2000
- Avec Chakib Guessous, Grossesses de la honte : étude sur les filles-mères et leurs enfants au Maroc 2011
- Nous les femmes, vous les hommes, 2013.
- Les femmes dans le Maroc d'hier et d'aujourd'hui, 2016